# Ernst Ludwig Kirchner Stiftung Davos

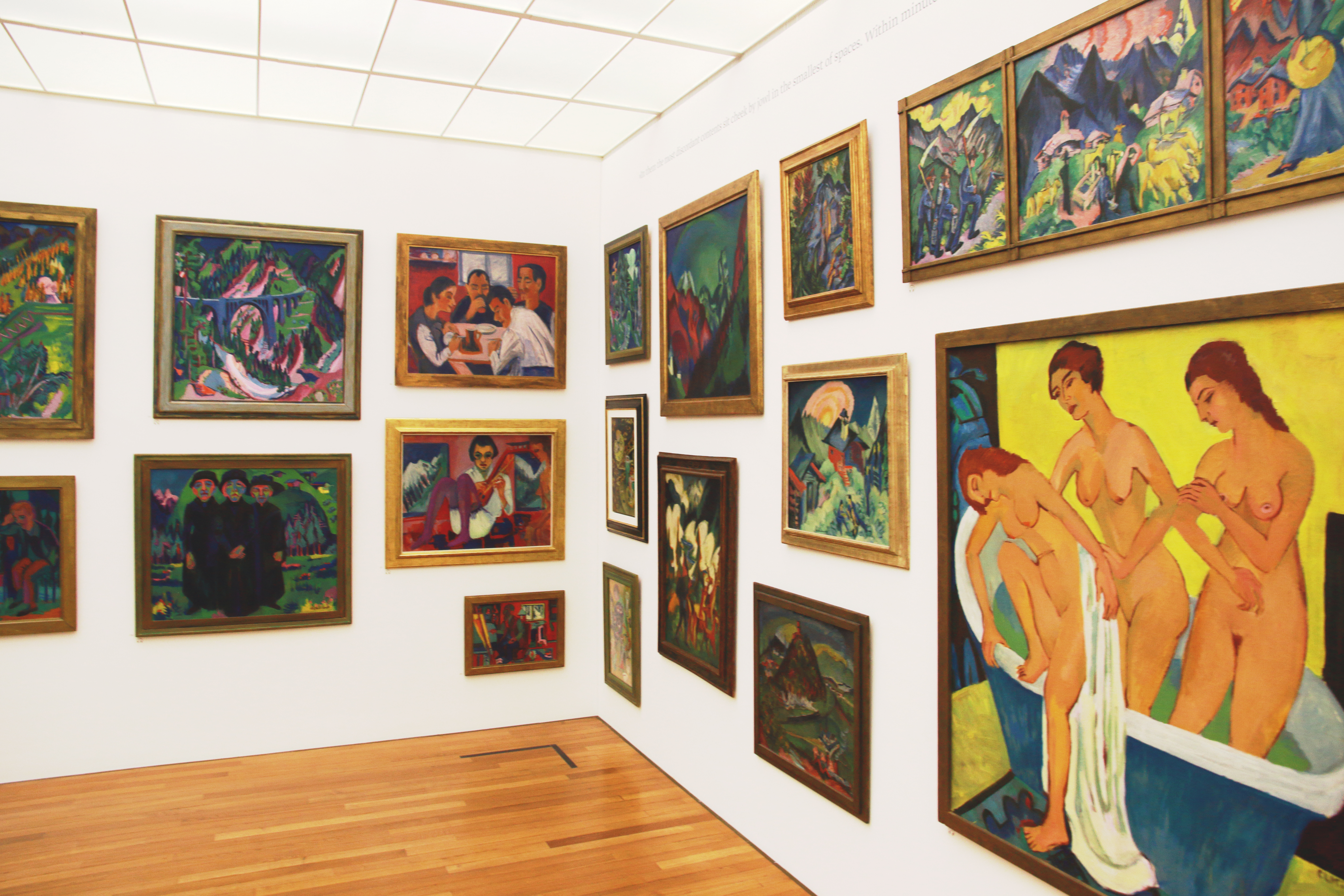
Im Kirchner Museum Davos

Die Ernst Ludwig Kirchner Stiftung Davos ist eine Einrichtung, die bestrebt ist das Andenken an Ernst Ludwig Kirchner in der Öffentlichkeit aufrechtzuerhalten und setzt sich für die Erhaltung und Verbreitung dessen Werkes ein.

## Gründung
Die Ernst Ludwig Kirchner Stiftung wurde am 5. Juli 1982 im Handelsregister des Kantons Graubünden eingetragen. Sitz der Stiftung ist Davos.

## Aufgabe

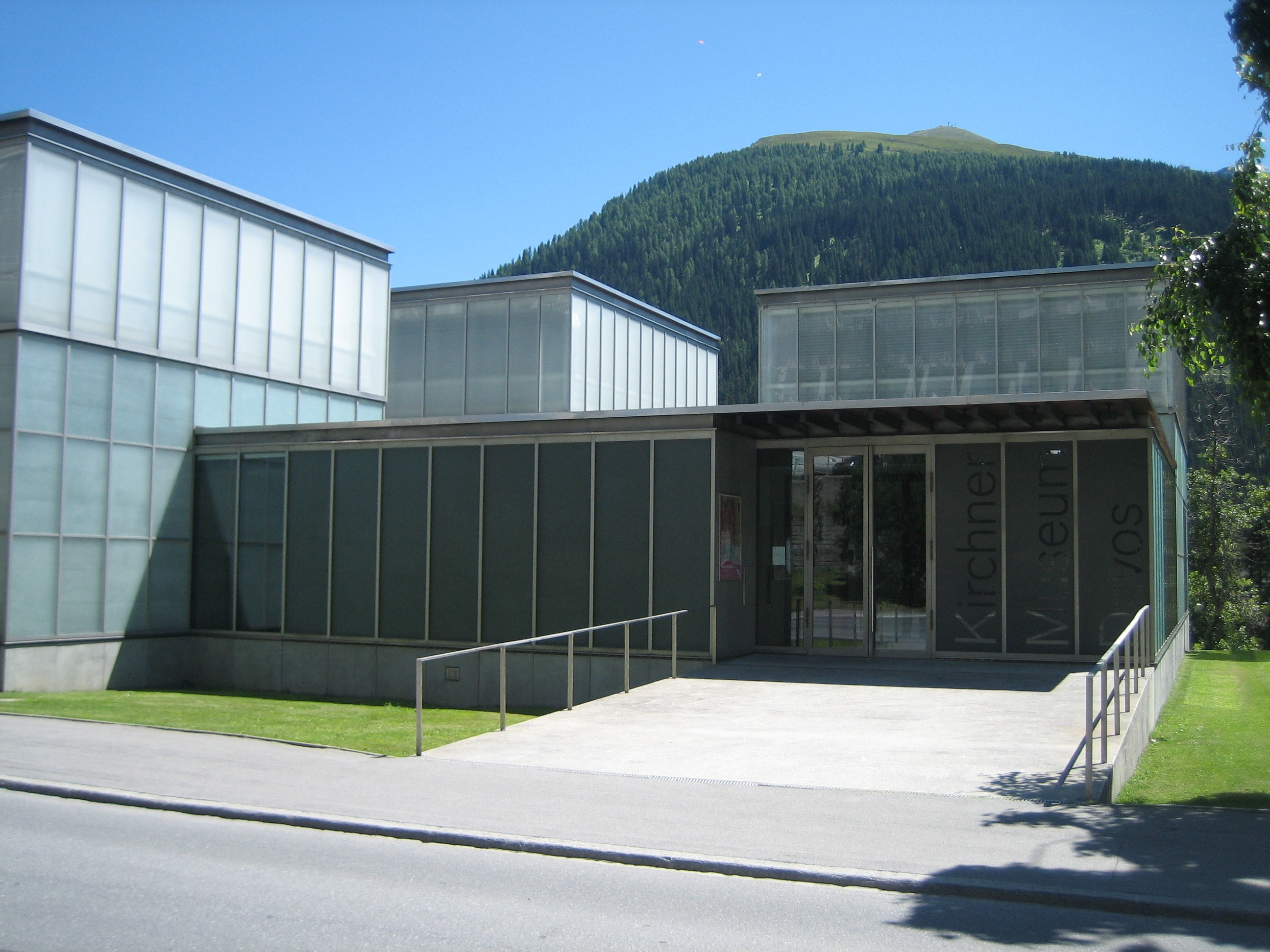
Kirchner Museum

Zweck der Stiftung ist, die Kenntnis um Leben und Werk des Künstlers einer breiten Öffentlichkeit zugänglich zu machen und somit zu bewahren und zu erweitern. Um dies zu erreichen, kann sie eine Sammlung von Kunstwerken anlegen. Sie kann Ausstellungen zum Werk des Künstlers und seiner Umgebung ausrichten sowie Publikationen hierzu herausgeben, beauftragen oder ideell und finanziell fördern. Ebenfalls kann sie Ausstellungen zur zeitgenössischen Kunst durchführen. Dies wird in dem unter ihrer Leitung erbauten und geführten Kirchner Museum Davos umgesetzt.

## Eigentum und Vermögen
Die Stiftung ist Eigentümerin der im Kirchner Museum Davos aufbewahrten Sammlung von Kunstwerken. Diese umfasst sämtliche Schaffensperioden mit repräsentativen Beispielen aus allen Gattungen von Ernst Ludwig Kirchner, aber auch aus seinem Umfeld. Diese stammen aus mehreren Schenkungen, die seit ihrer Gründung erfolgt sind.